# 조시 전기 철도
조시 전기 철도(일본어: 銚子電気鉄道株式会社}})는 일본 지바현 조시시에 철도 노선을 운영하고 있는 철도 회사이다. 이외에도 식품 사업을 병행하고 있으며, 현재는 식품 사업의 매출이 더 큰 상태이다.

## 역사
- 1922년 10월 10일: 조시 철도가 설립됨.
- 1923년 7월 5일: 조시 ~ 도카와 구간이 개통함.
- 1948년 8월 20일: 회사 명칭을 조시 전기 철도에 변경함.

## 사업

### 철도

#### 노선
- 조시 전기 철도선 6.4 km

#### 차량
- 700형(2량, 데하 702는 2010년 1월 23일 운행 종료)
- 800형(1량, 2010년 7월 24일부터는 보류차)
- 1000형(2량)
- 2000형(4량, 2010년 7월 24일부터 운행 개시)

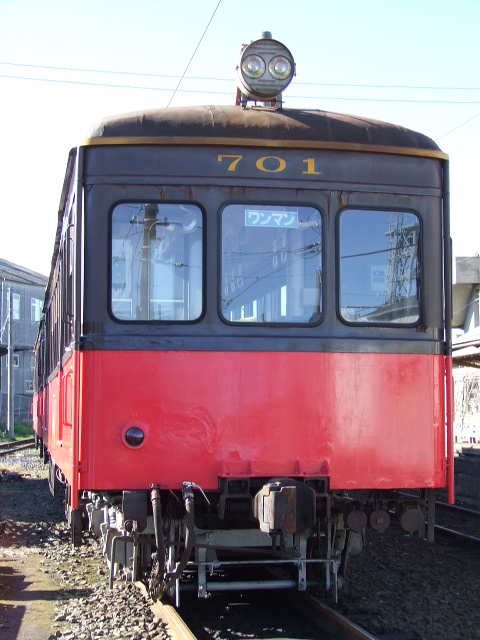
700형 데하701(2006년 12월 27일)
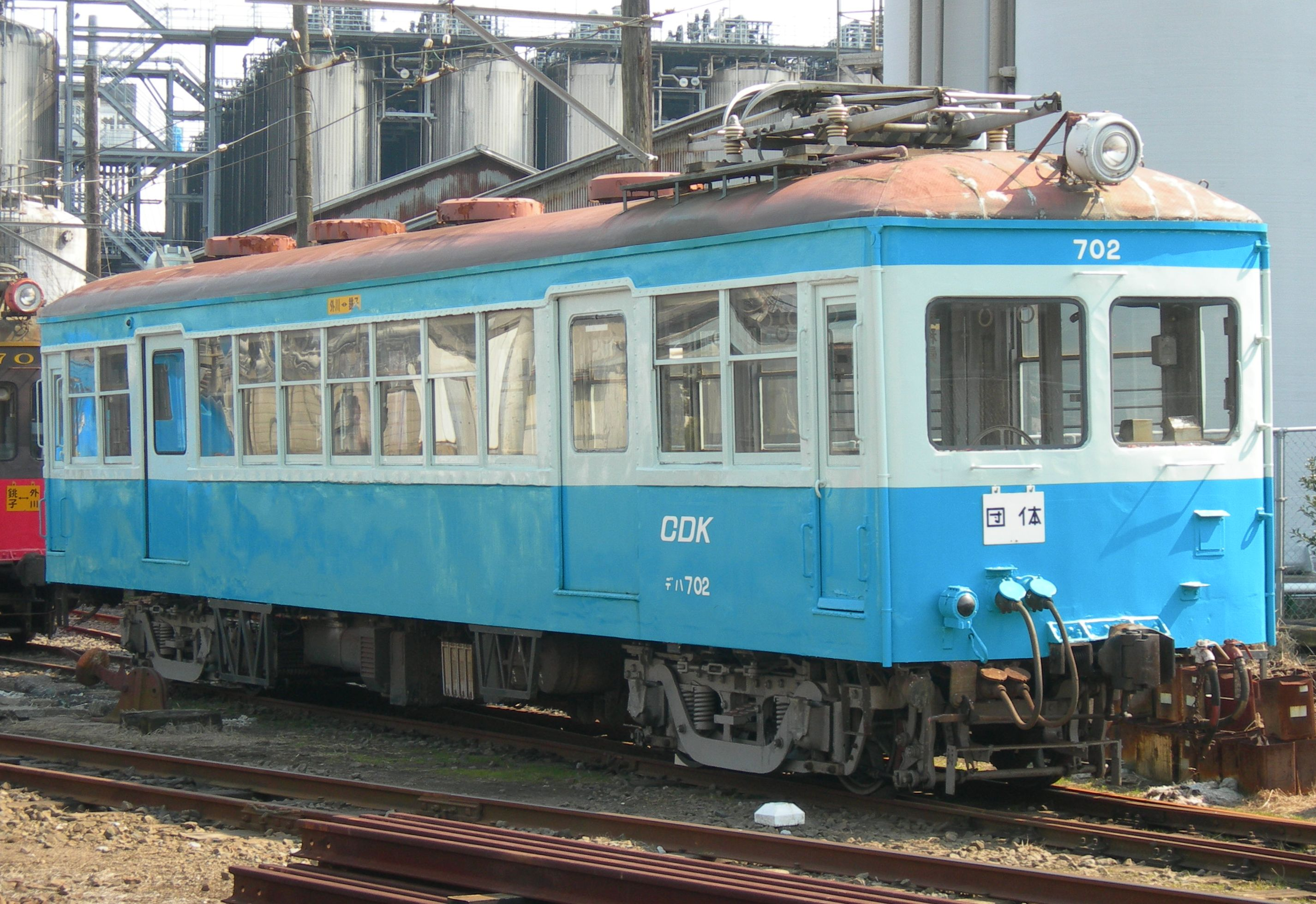
700형 데하702(2008년 3월 1일)
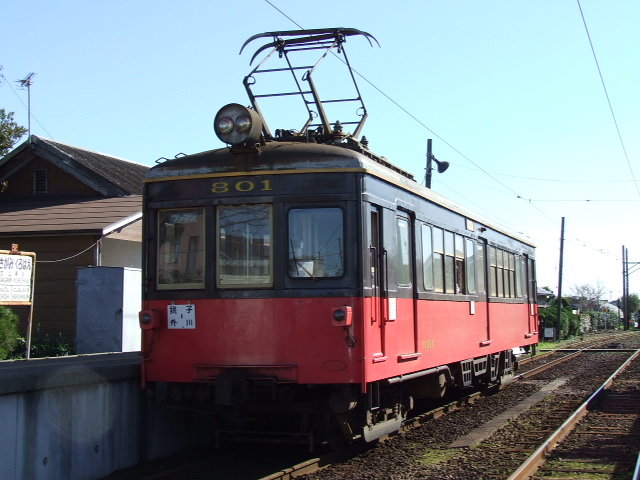
800형 데하801(2006년 12월 27일)
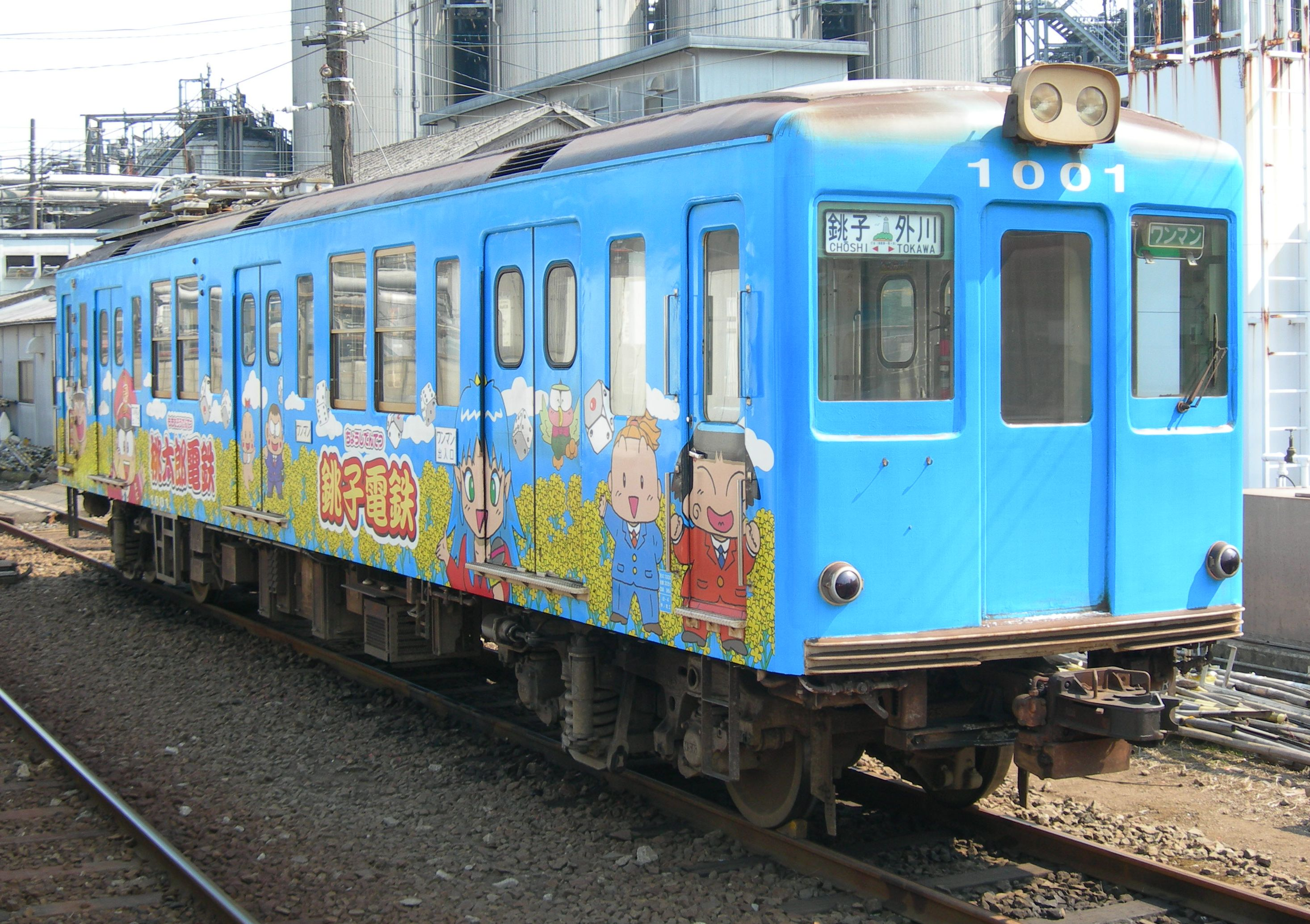
1000형 데하1001(2008년 3월 1일)
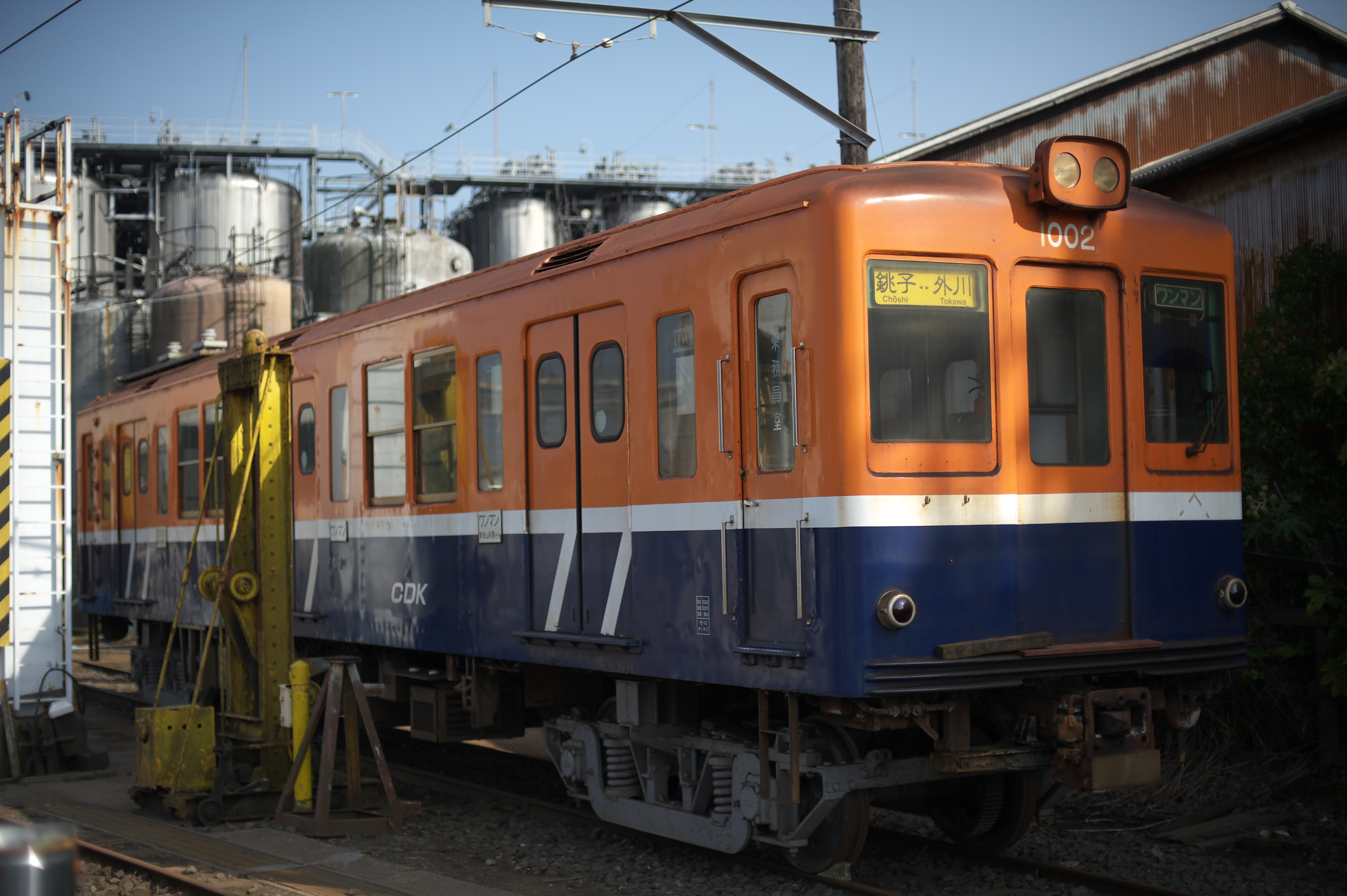
1000형 데하1002(테츠코 도색, 2010년 3월 20일)
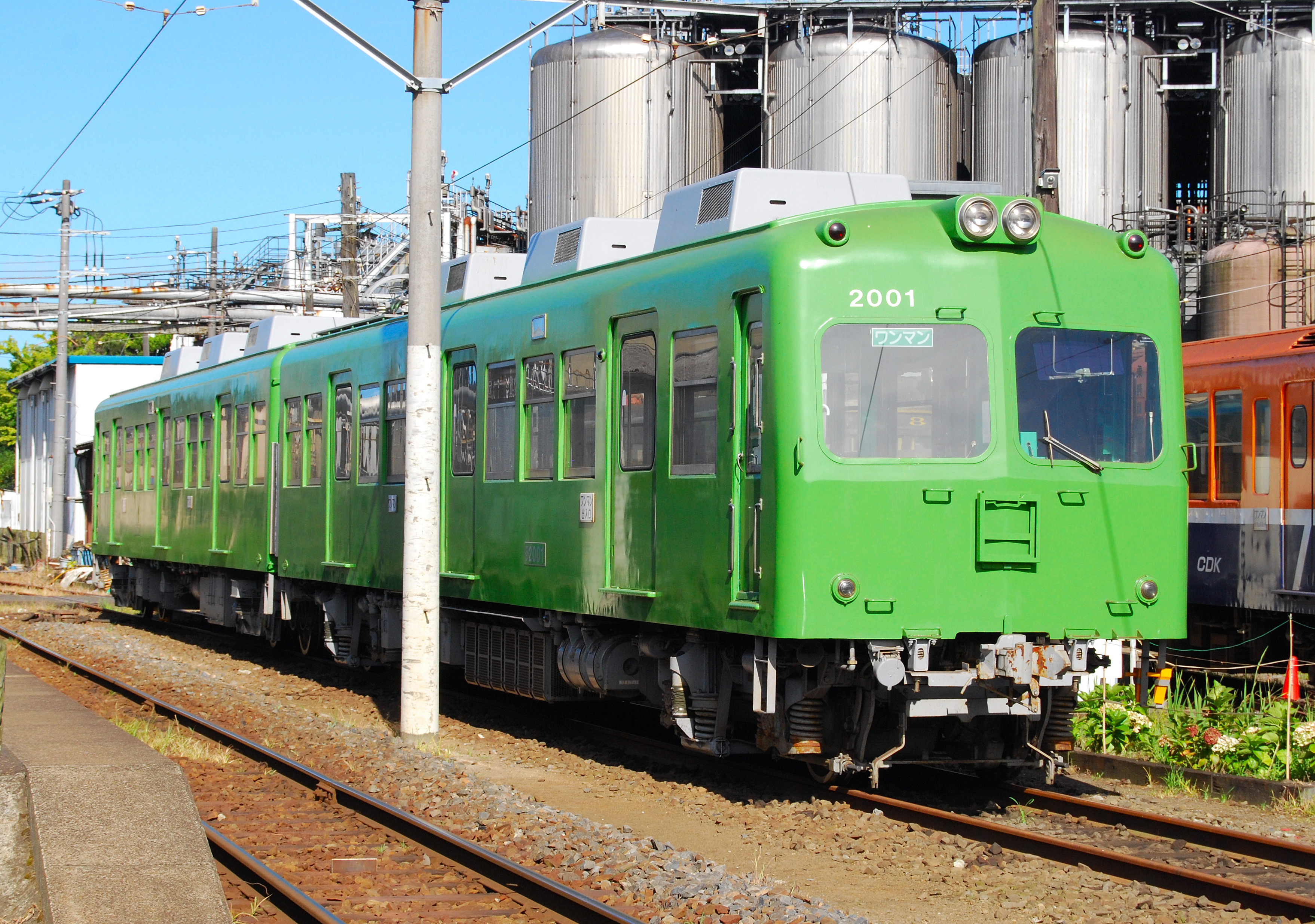
2000형 데하2001 모습(2010년 8월 8일)
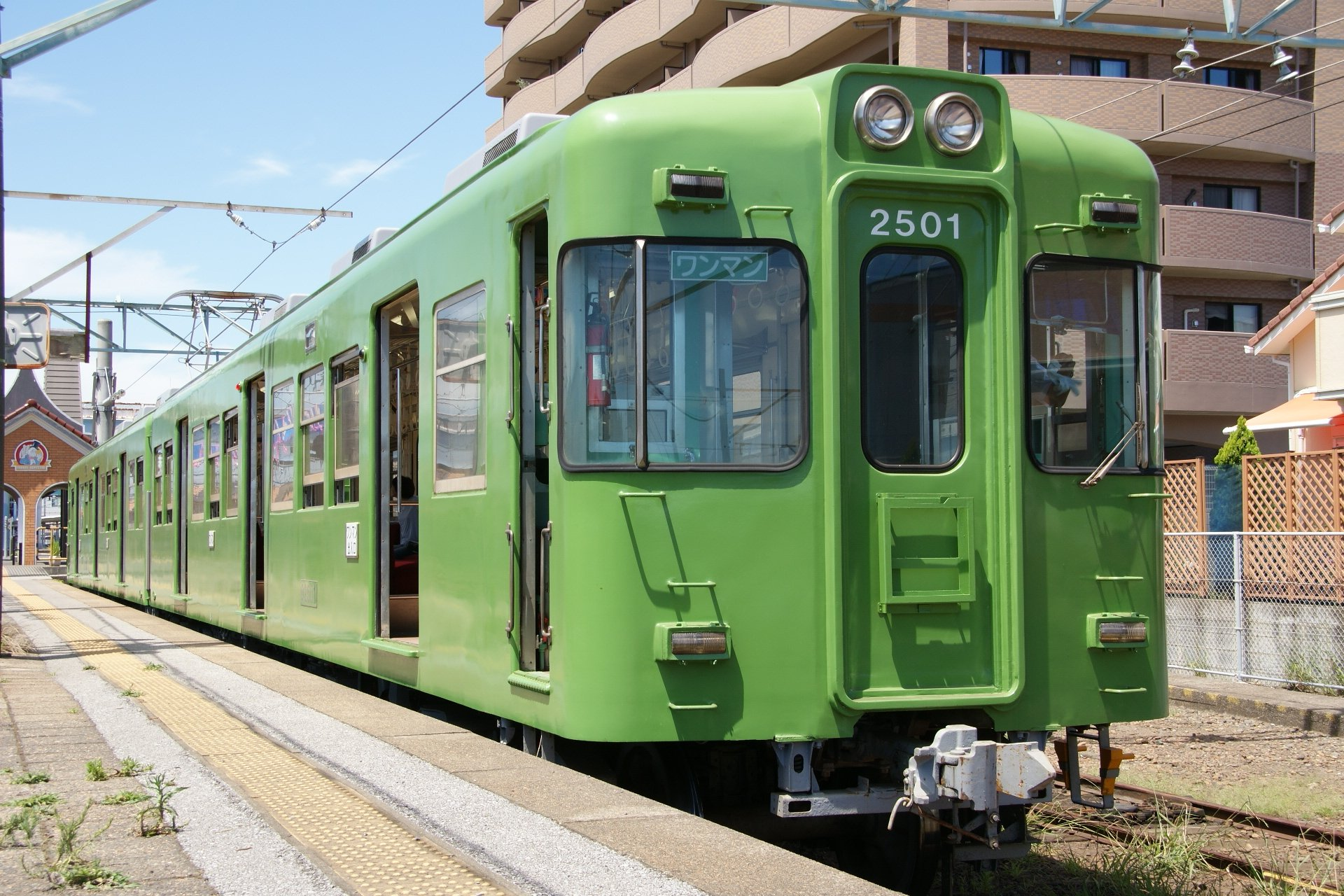
2000형 쿠하2501 모습(2010년 8월 7일)
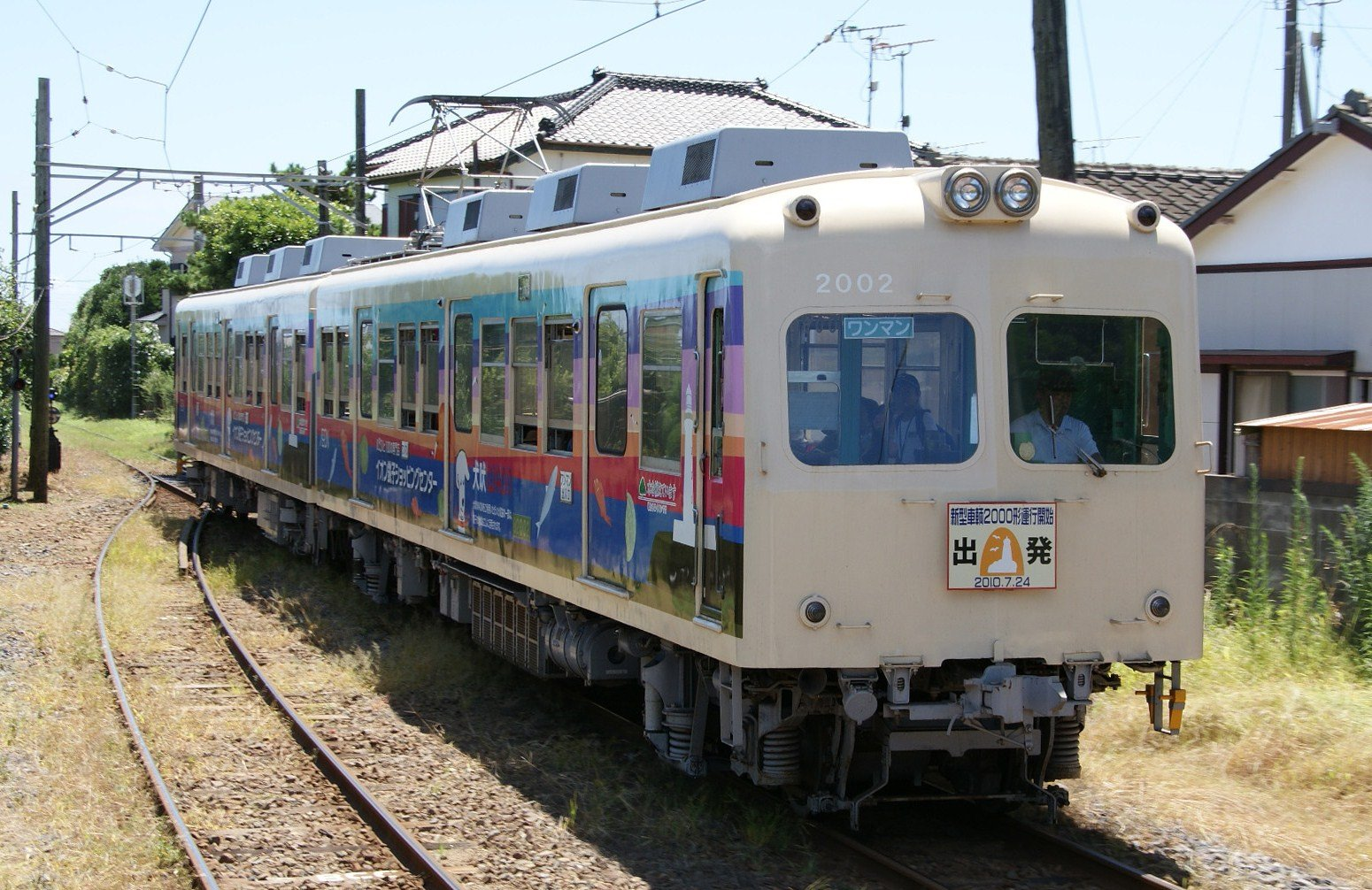
2000형 데하2002 모습(2010년 8월 7일)
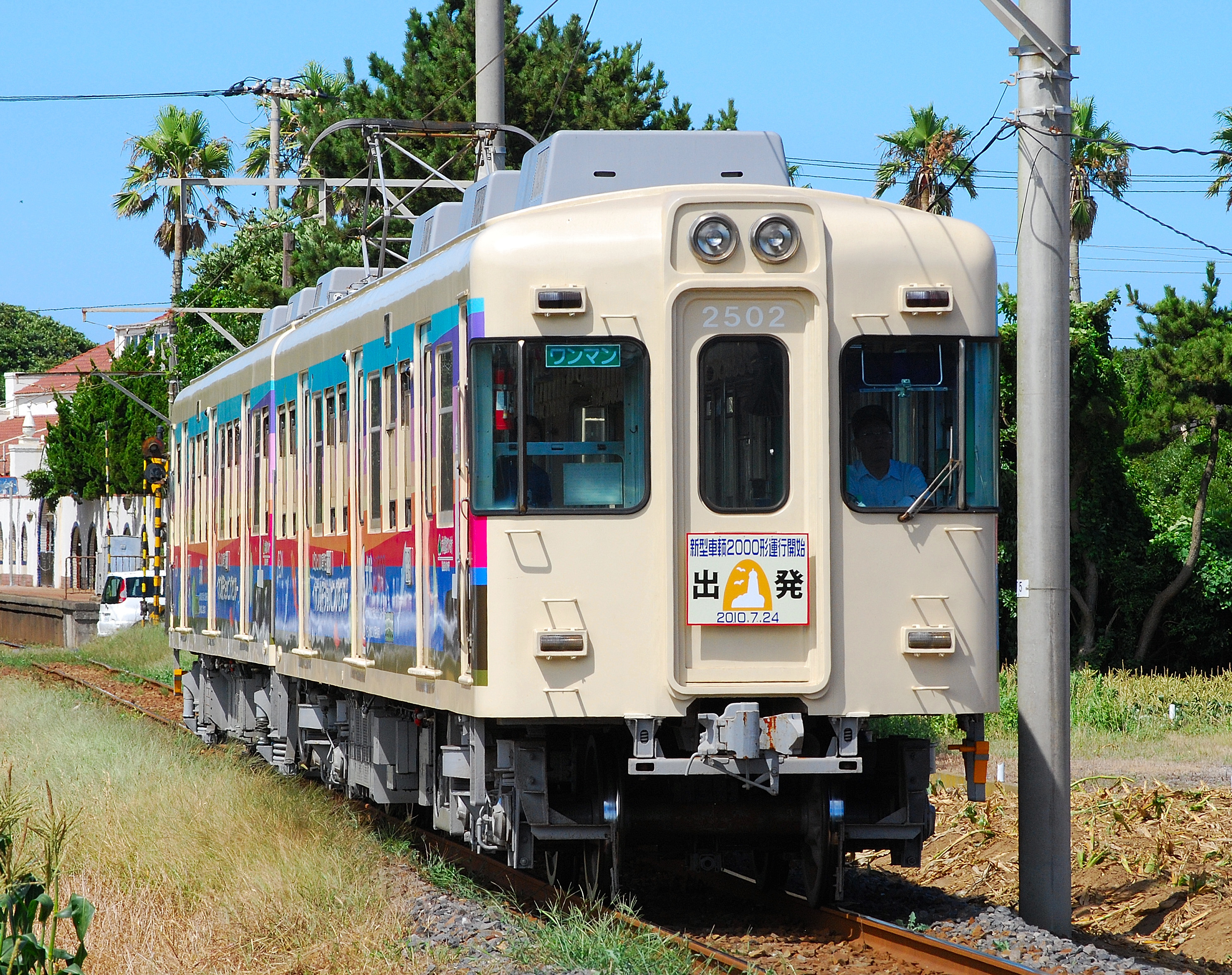
2000형 쿠하2502 모습(2010년 8월 8일)

## 관련 사이트
- (일본어) 공식 웹사이트